# IAA Architecten
IAA Architecten is een Nederlands architectenbureau met vestigingen in Enschede en Amsterdam.

## Geschiedenis
Het architectenbureau is ontstaan uit een samengaan op 1 juli 1968 van het architectenbureau Sluijmer en het technisch adviesbureau Sassen, beide gevestigd in Enschede.
In 1968 droeg dit bureau de naam: Raadgevend Ingenieurs en Architecten Bureau Sluymer, Sassen, Fokkema (S.S.F.), maar nam in 1971 de nieuwe kortere naam aan: Ingenieurs/Architekten Associatie (I/AA).

## Ontwerpen
Ontwerpen van dit bureau staan in het hele land, met een zwaartepunt in Overijssel.
- nieuwbouw van het Medisch Spectrum Twente[2]
- Gemeentehuis Berkelland[3]
- Grolsch Veste[1]
- Verbouw en herinrichting NS stations Hengelo en Enschede[1]

## Prijzen
In 2011 won het bureau de NRP Gulden Feniks voor de transformatie van de voormalige ijzergieterij van Stork in Hengelo tot schoolgebouw van de ROC van Twente.